# موران-سولنیر ام‌اس.۳۱۵
موران-سولنیر ام‌اس. ۳۱۵ (به انگلیسی: Morane-Saulnier_MS.315) یک هواگرد ملخ‌پیشین تک‌موتوره از نوع هواگرد آموزشی ساخت شرکت Morane-Saulnier است. هواگرد موران-سولنیر ام‌اس. ۳۱۵ نخستین پروازش را در ۱۹۳۲ میلادی انجام داد. در مجموع، تعداد ۳۵۶ فروند از این هواگرد ساخته شده‌است.